# NAVE - Colégio Estadual José Leite Lopes
O Núcleo Avançado em Educação - Colégio Estadual José Leite Lopes, abreviado como NAVE / CEJLL, ou ainda NAVE Rio, é uma instituição de ensino público de parcerias estaduais e privada, localizada no estado do Rio de Janeiro, no Brasil. Em 2013, o colégio foi reconhecido pela Microsoft como uma das instituições de ensino mais inovadoras do mundo.

## História
Fundado em Maio de 2008, o colégio representa uma parceria entre o Governo do Estado do Rio de Janeiro e a Oi Futuro. O colégio conta com o ensino médio tradicional integrado com matérias de cursos técnicos, valorizando a interdisciplinaridade. Em uma área de quatro mil metros quadrados do prédio da estação telefônica da Oi, na Tijuca, totalmente remodelado para abrigar o NAVE, cerca de 400 jovens estudantes de ensino médio mergulham no mundo da cultura contemporânea, ao participar dos cursos de Multimídia e de Programação de Jogos. O ambiente da escola conta com um estúdio de produção de mídia-educação, laboratórios de informática, auditório, área de exposição e convivência e refeitório. O NAVE também contou com o curso técnico de Roteiro para Mídias Digitais, que foi extinguido em 2016. 
Os alunos são admitidos para um primeiro ano básico, onde têm oportunidade de conhecer as particularidades de cada curso técnico. Durante este período, os alunos recebem informações sobre as disciplinas específicas e sobre a atuação de cada área profissional. Desta forma, na transição para o segundo ano, estão aptos a decidir qual o curso mais adequado às suas habilidades.  
Em 2013, o NAVE recebeu oficialmente o reconhecimento da Microsoft como a única escola do Brasil entre as 33 mais inovadoras do mundo. Durante a cerimônia, no auditório da unidade escolar na Tijuca, no Rio, o título foi entregue pelo então presidente da Microsoft no Brasil, Michel Levy.
Para ingressar no CEJLL, até o ano de 2016 os alunos passavam por uma rigorosa prova. Porém, no final de 2016, esse formato foi alterado e o Colégio Estadual Jose Leite Lopes passou a receber seus alunos através do sistema da SEDUC, Matricula Fácil.
Durante a série de ocupações e protestos em colégios por secundaristas que ocorrem em São Paulo e no Rio da Janeiro em 2016, o NAVE foi ocupado. Dentre as exigências dos alunos estava o fim do SAERJ, avalição bimestral do Estado, e uma troca na direção pedagógica do colégio.